# 미나미카쓰라기군

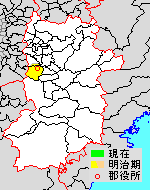
나라현 미나미카쓰라기군의 범위

미나미카쓰라기군(南葛城郡, みなみかつらぎぐん)은 일본 나라현에 있던 군이다.

## 군역
1897년 행정 구역으로 발족 당시의 군역은 고세시 및 가쓰라기시의 일부에 해당한다.

## 역사

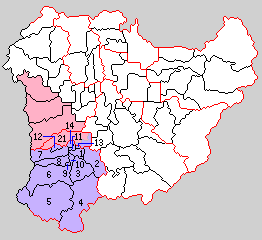
1.고세정 2.와키가미촌 3.아키쓰촌 4.구즈촌 5.가쓰라기촌 6.한다고촌 7.구지라촌 8.나라하라촌 9.가마타촌 10.미무로촌 11.히가시마쓰모토촌 12.고바야시촌 13.다케다촌 14.니시마쓰모토촌 21.오시미촌 (보라: 고세시 빨강: 가쓰라기시)

- 1897년 4월 1일 - 군제 시행에 따라 가쓰조군·오시미군의 구역으로 미나미카쓰라기군이 발족. 따로 적은 경우 외는 현 고세시.(1정 15촌)
  - 구 가쓰조군(1정 14촌) - 고세정(御所町), 와키가미촌(掖上村), 아키쓰촌(秋津村), 구즈촌(葛村), 가쓰라기촌(葛城村), 한다고촌(吐田郷村), 구지라촌(櫛羅村), 나라하라촌(楢原村), 가마타촌(鎌田村), 미무로촌(三室村), 히가시마쓰모토촌(東松本村), 고바야시촌(小林村), 다케다촌(竹田村), 니시마쓰모토촌(西松本村)
  - 구 오시미군(1촌) - 오시미촌(忍海村)(현 가쓰라기시, 고세시)
- 1915년 1월 1일 - 구지라촌·히가시마쓰모토촌·다케다촌·가마타촌·고바야시촌·나라하라촌·미무로촌·니시마쓰모토촌이 합병하여, 다이쇼촌(大正村)이 발족.(1정 7촌)
- 1954년 1월 1일 - 아키쓰촌이 고세정에 편입.(1정 6촌)
- 1955년 2월 1일 - 와키가미촌이 고세정에 편입.(1정 5촌)
- 1956년
  - 5월 3일 - 오시미촌이 기타카쓰라기군 신조정에 편입.(1정 4촌)
  - 7월 10일 - 고세정이 기타카쓰라기군 신조정의 일부를 편입.
  - 9월 1일 - 가쓰라기촌·한다고촌이 합병하여, 가쓰조촌(葛上村)이 발족.(1정 3촌)
- 1957년 10월 1일 - 고세정이 기타카쓰라기군 신조정의 일부를 편입.
- 1958년 3월 31일 - 고세정·구즈촌·가쓰조촌·다이쇼촌이 합병하여, 고세시가 발족. 같은 날 미나미카쓰라기군은 폐지됨. 나라현 내에서는 1897년 군이 재편된 이후 처음으로 군이 소멸된 경우이다.

## 같이 보기
- 기타카쓰라기군